# SK Chaos Mannheim
Der SK Chaos Mannheim ist ein Schachverein in Mannheim, dessen Frauenmannschaft Anfang der 2000er Jahre in der ersten und zweiten Schachbundesliga spielberechtigt war. Bekannteste Vereinsmitglieder sind die Musiker der finnischen Band HIM.
Der Verein wurde 1987 von mehreren Jugendlichen und Junioren verschiedener Mannheimer Schachklubs gegründet. Nachdem es anfangs Probleme mit der Vereinsbezeichnung gab und der Klub zeitweise unter SK Chaosso Mannheim (in Abmilderung von Chaos und in Anlehnung an die Schachgöttin Caissa) firmieren musste, wurde er 1988 in den Badischen Schachverband aufgenommen. Die Herrenmannschaft spielt seitdem im Schachbezirk Mannheim in mittleren Schachligen.
Seine größten sportlichen Erfolge verzeichnet der Verein durch seine Frauenmannschaft, die 2003 aus der zweiten Bundesliga aufstieg und in der Saison 2003/04 in der ersten Damenbundesliga antrat. Zur Mannschaft gehörte neben der Team-Gründerin Sabine Vollstädt-Klein die mehrfache französische Damenmeisterin Sophie Milliet, die DDR-Meisterin der Jahre 1974, 1976 und 1977 Petra Feibert (geborene Feustel), die Olympiateilnehmerin und deutsche Meisterin von 1968 und 1975 Ursula Wasnetsky sowie die U10-Weltmeisterin von 2002 Lara Stock. Obwohl Chaos Mannheim als Vorletzter einen Abstiegsplatz belegte, ermöglichte der Rückzug zweier Vereine noch den Klassenerhalt. Die Saison 2004/05 beendete der Verein auf dem letzten Platz und musste damit in die zweite Liga absteigen. Neben Lara Stock und Ursula Wasnetsky gehörte in dieser Saison die Internationale Meisterin der Frauen Olena Hess an. Nach der Saison 2005/06, die Chaos Mannheim in der Gruppe 1 der 2. Frauenbundesliga als Zweiter hinter dem SV Wolfbusch beendete, zog sich die Frauenmannschaft vom Spielbetrieb zurück.
Überregionales Aufsehen erregte der Amateurverein außerdem durch seine Mitglieder Ville Valo, Janne Johannes Purttinen und Mikko Heinrik Julius Paananen, die zusammen die finnische Dark-Rock-Band HIM bilden. Bis 2007 war auch die deutsche Sängerin und Schauspielerin Vaile Mitglied des Vereins. Die Künstler werben auf verschiedenen Schachveranstaltungen publikumswirksam für das Schachspiel, beispielsweise bei den Chess Classic in Mainz, oder auch im kleineren Kreis bei Vereinsabenden in Mannheim.